# Manège (attraction)
Pour les articles homonymes, voir Manège.
 (septembre 2014).
Si vous disposez d'ouvrages ou d'articles de référence ou si vous connaissez des sites web de qualité traitant du thème abordé ici, merci de compléter l'article en donnant les références utiles à sa vérifiabilité et en les liant à la section « Notes et références ».
Un manège était à l'origine une attraction se présentant sous la forme d'un plateau circulaire pouvant être mis en rotation, garnie de différentes sortes de montures et supports où des personnes (principalement des enfants) pouvaient prendre place le temps de quelques tours, généralement moyennant paiement lors de fêtes foraines.
Petit à petit, l'usage du terme « manège » s'est élargi à toute attraction basée sur un mouvement circulaire, parfois à fortes sensations. De nos jours, le langage commun englobe parfois tous types d'attractions, notamment en français québécois.
Il est possible de diviser les manèges traditionnels en plusieurs types :
- les carrousels ;
- les manèges de vélocipèdes ;
- les « tasses » ;
- les « avions » avec des nacelles soutenues par support amovibles disposés de manière radiale ;
- les « pieuvres » avec des nacelles suspendues au bout de support amovibles disposés de manière radiale ;
- les roues et la Grande roue ;
- les Music Express avec des pistes ondulées ;
- les Chaises Volantes avec des sièges suspendus.

Les autres types (punching ball, montagnes russes, vente de confiseries, parcours scéniques, bûches, grues), sans rotation, ne sont pas à proprement parler des manèges mais des attractions.

## Galerie

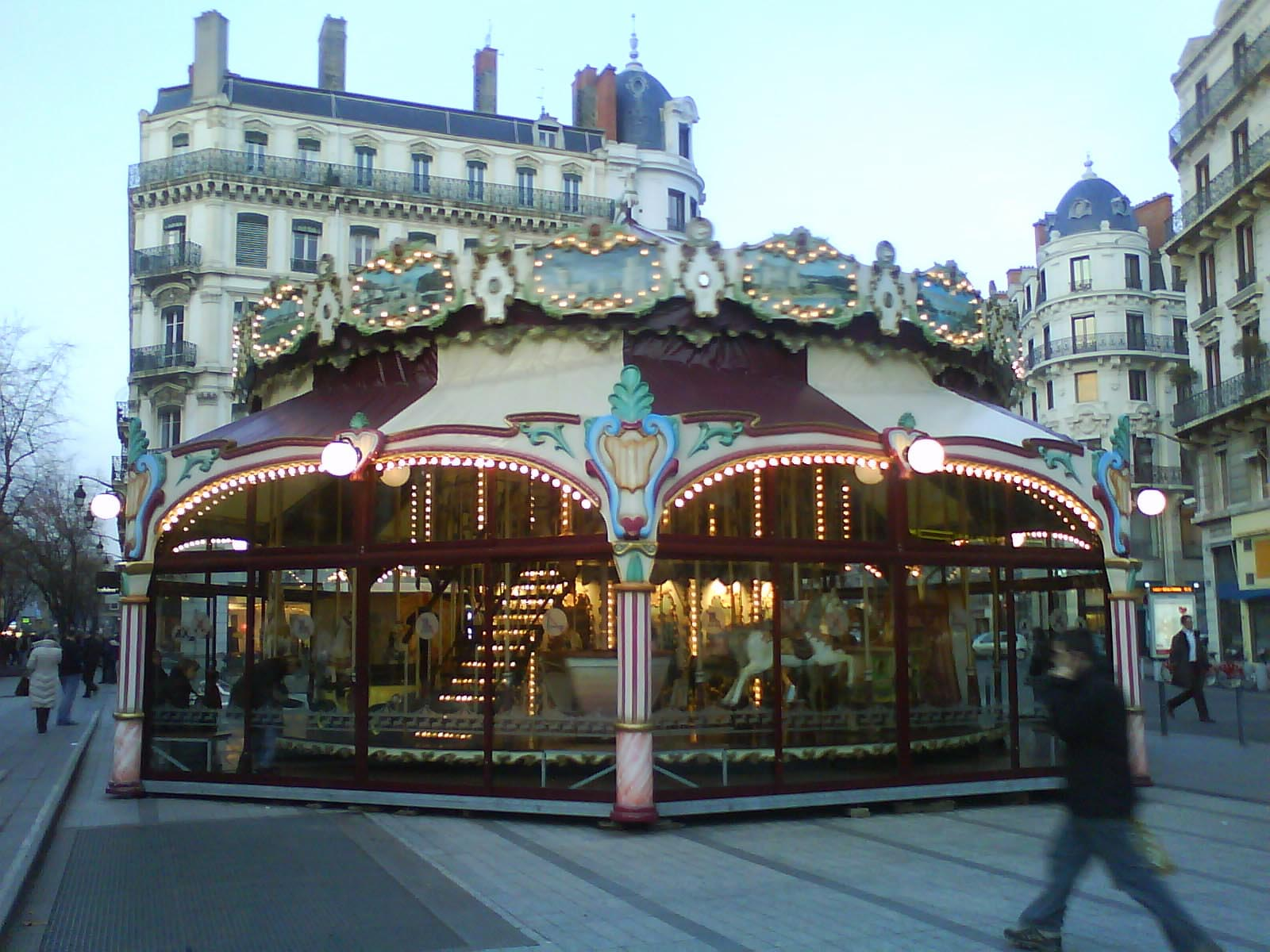
Manège place de la République (Lyon) en 2008.
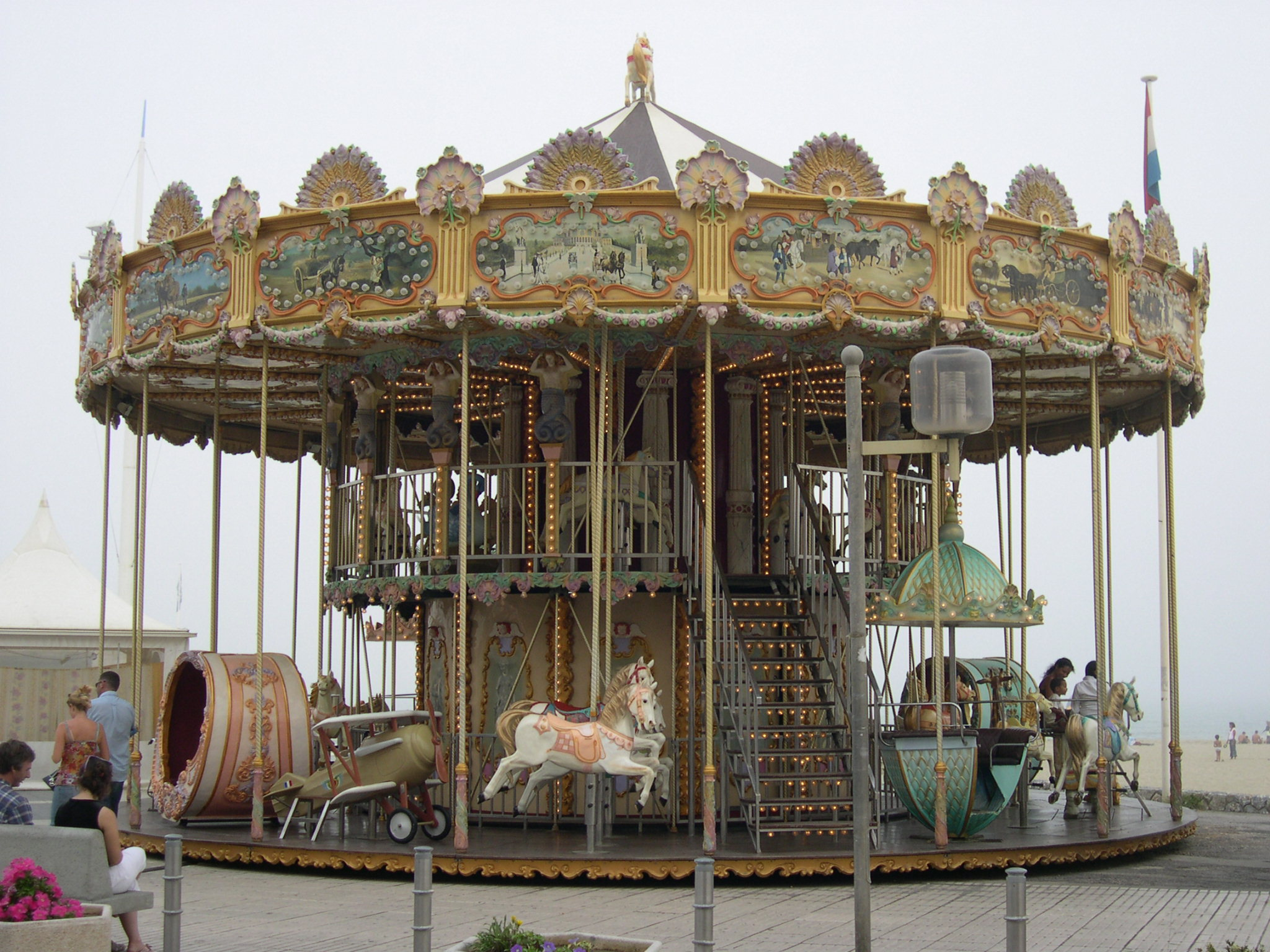
Un manège à étage à l'ancienne.
- Carrousel et grande roue (arrière-plan à gauche) en fonctionnement, de nuit.
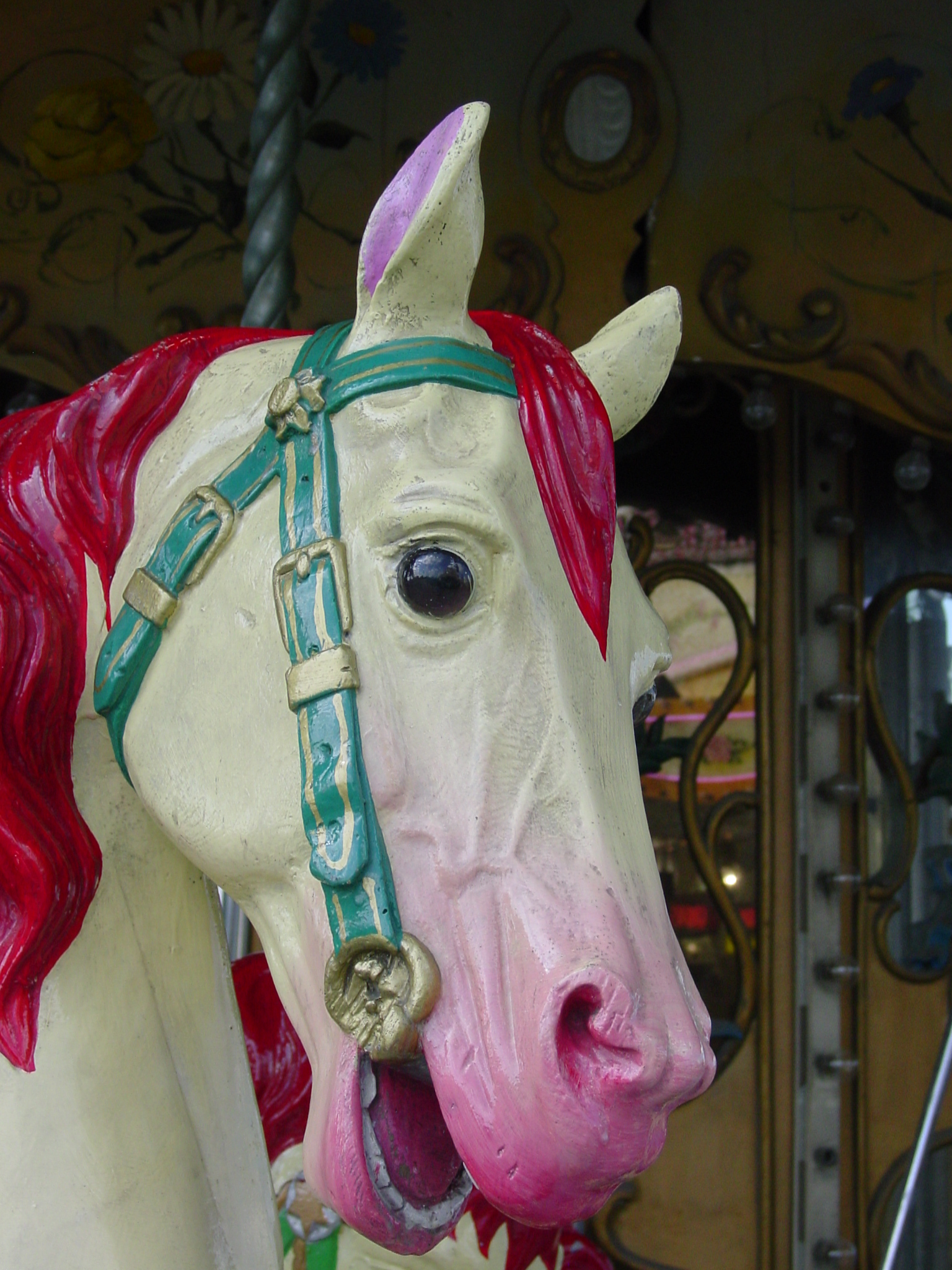
Cheval de bois d'un manège.
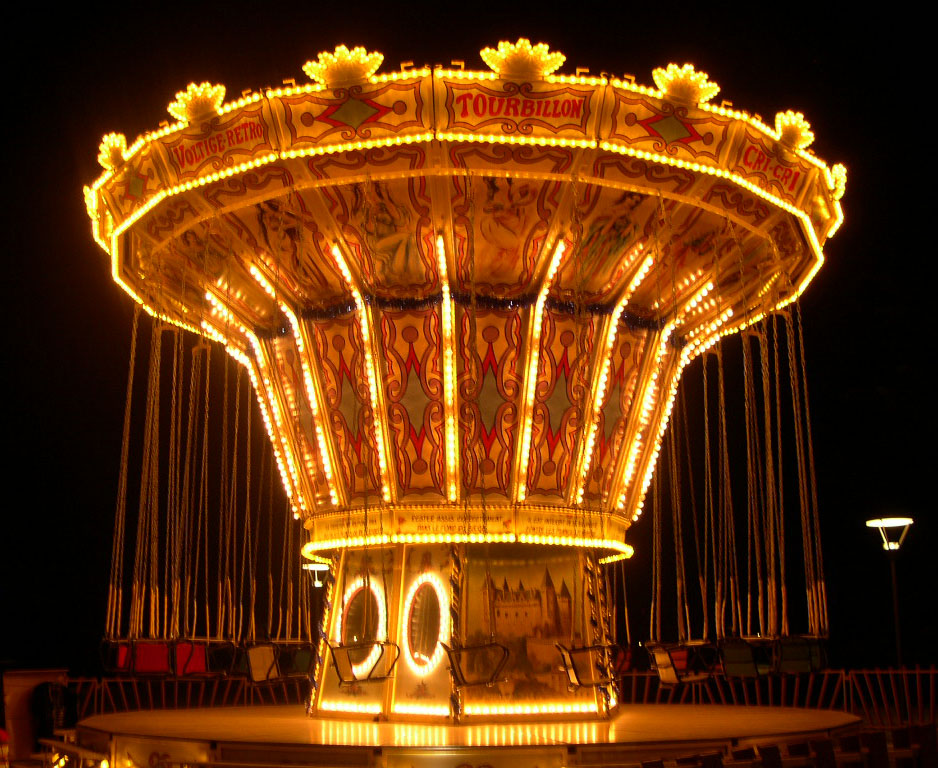
Manège à chaises volantes, Tours.
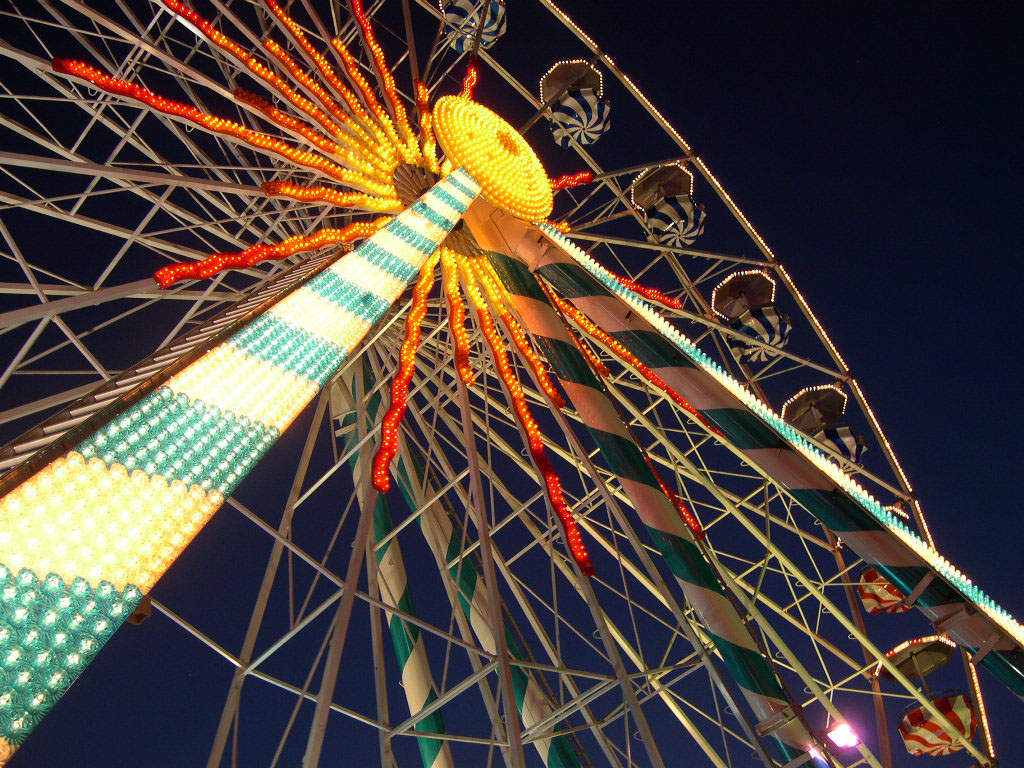
Grande roue de la fête foraine (2008) de Tours.